# Barbara Gailling
Barbara Gailling (* 9. Januar 1931 im Deutschen Reich) ist eine deutsche Kostümbildnerin.

## Leben und Wirken
Barbara Gailling hatte zwei Semester Kunstgeschichte studiert und, zur praktischen Fortbildung, eine Schneiderlehre absolviert. Ihre Ausbildung zur Kostümbildnerin erhielt sie bei dem auf extravagante Mode spezialisierten Münchner Couturier Horst Klöss, damals auch Direktor der in der bayerischen Landeshauptstadt ansässigen Meisterschule für Mode.
1971 stieß die mit dem Münchner Filmarchitekten Hans Gailling verheiratete Kostümbildnerin zur Film- und Fernsehbranche. In den kommenden Jahren entwarf Barbara Gailling quantitativ nicht allzu viele Anzüge und Roben, sondern konzentrierte sich stattdessen auf ausgewählte Projekte wie etwa den „alternativen“ Heimatfilm Sternsteinhof von Hans W. Geißendörfer, Hans-Jürgen Syberbergs voluminösen Hitler-Film Hitler, ein Film aus Deutschland und Percy Adlons Lebenserinnerungen an die Haushälterin Marcel Prousts, Céleste. Bei allen drei Projekten wirkte sie eng mit ihrem für die Ausstattung und Filmbauten verantwortlichen Ehemann zusammen.
In späteren Jahren betreute Barbara Gailling kostümtechnisch vor allem Serienware, darunter eine Reihe von Tatort-Krimis, diverse Comedy-Folgen rund um die Kunstfiguren Herbert und Schnipsi, die Jugendserie Die seltsamen Abenteuer des Herman van Veen mit dem Niederländer Herman van Veen sowie die Juristen-Serie Café Meineid. 1997 zog sich Barbara Gailling von der Kostümbildnerei zurück.

## Filmografie
Als Kostümbildnerin beim Fernsehen, wenn nicht anders angegeben
- 1974: Les Gammas! Les Gammas! (franz. Sprachkurs-Reihe)
- 1976: Sternsteinhof (Kinofilm)
- 1976: Lobster (Serie)
- 1977: Hitler, ein Film aus Deutschland (Film-Fernsehen-Coproduktion)
- 1977: Die seltsamen Abenteuer des Herman van Veen (Serie)
- 1978: Tatort: Schlußverkauf
- 1978: Der Schneider von Ulm (Kinofilm)
- 1981: Céleste (Kinofilm)
- 1982: Miras Haus
- 1983: Tatort: Roulette mit 6 Kugeln
- 1986: Tatort: Riedmüller, Vorname Sigi
- 1987: Tatort: Pension Tosca oder Die Sterne lügen nicht
- 1993: Café Meineid (Serie)
- 1994: Herbert & Schnipsi (Serie)
- 1997: Muttertag